# Clásico Comparación
El Clásico Comparación es una carrera clásica para caballos fondistas que se disputa en el Hipódromo Argentino de Palermo, sobre 2400 metros de pista de césped y convoca a machos y hembras de 4 años y más edad, a peso por edad. Está catalogado como un certamen de Grupo 2 en la escala internacional.
Este cotejo ha sufrido numerosos variaciones en sus condiciones, distancia y graduación internacional. Hasta el año 2004 inclusive, esta carrera ostentó el rango de Grupo 1. Hasta el año 2005 inclusive, la competencia se realizó en pista de arena con 2500 metros de recorrido, a excepción de los años 2005 y 2006 en los que el trayecto se redujo a 2000 metros. Desde 2007, la condición excluye a los caballos menores de 4 años.

## Últimos ganadores del Comparación
| Año  | Ganador              | País | Jockey                  | País | Padre              | País | Madre           | País | Criador                             | Caballeriza        | Colores            |
| ---- | -------------------- | ---- | ----------------------- | ---- | ------------------ | ---- | --------------- | ---- | ----------------------------------- | ------------------ | ------------------ |
| 2024 | Crazy Talent         |      | Juan Carlos Noriega     |      | Equal Talent       |      | Maluca Pay      |      | La Caballeriza S.A.                 | Aladino            |                    |
| 2023 | Pepe Joy             |      | Juan Cruz Villagra      |      | Fortify            |      | Penelope Inc    |      | Haras La Biznaga                    | El Chuchy          |                    |
| 2022 | Miriñaque            |      | Francisco Gonçalves     |      | Hurricane Cat      |      | Langostura      |      | Haras De La Pomme                   | Parque Patricios   |                    |
| 2021 | Special Dubai        |      | William Pereyra         |      | E Dubai            |      | Sanamia         |      | La Esperanza                        | Le Fragole         |                    |
| 2020 | No hubo por pandemia |      |                         |      |                    |      |                 |      |                                     |                    |                    |
| 2019 | Solo Un Momento      |      | Osvaldo Alderete        |      | Orpen              |      | Salsa Inglesa   |      | Haras Carampangue                   | Carampangue        | Horse racing silks |
| 2018 | Balompié             |      | Jose Aparecido da Silva |      | Equal Stripes      |      | Bambali         |      | Haras El Turf                       | S. de B.           | Horse racing silks |
| 2017 | Fiskardo             |      | Octavio Arias           |      | Not For Sale       |      | Ride On Baby    |      | Roberto José Mac Laughlin           | Mate y Venga       | Horse racing silks |
| 2016 | Besitos              |      | Juan Carlos Noriega     |      | Cima de Triomphe   |      | Union Camp      |      | Haras Don Arcángel                  | Pay Ubre           | Horse racing silks |
| 2015 | Spiritus             |      | Eduardo Ruarte          |      | Dushyantor         |      | Storm Lady F    |      | Haras Pozo de Luna                  | Don Carlos         | Horse racing silks |
| 2014 | Ganesh               |      | Altair Domingos         |      | Sulamani           |      | Zoran           |      | Haras Red Rafa                      | Stud Red Rafa      | Horse racing silks |
| 2013 | Fantastic Royale     |      | Pablo Falero            |      | Val Royal          |      | Fantástica Roma |      | Haras Firmamento                    | La Macarena        | Horse racing silks |
| 2012 | Rabid In The Rye     |      | Edwin Talaverano        |      | Catcher In The Rye |      | Hidden Rabid    |      | Haras La Biznaga                    | Las Canarias       | Horse racing silks |
| 2011 | Ibeman               |      | Rodrigo Blanco          |      | Iberal             |      | Tired Girl      |      | Nelson González Altez               | El Mono            | Horse racing silks |
| 2010 | Lingote de Oro       |      | José Ricardo Méndez     |      | Orpen              |      | Laika           |      | Haras La Providencia                | Keyser Soze        | Horse racing silks |
| 2009 | Lingote de Oro       |      | José Ricardo Méndez     |      | Orpen              |      | Laika           |      | Haras La Providencia                | Keyser Soze        | Horse racing silks |
| 2008 | Body Soguero         |      | Juan Carlos Noriega     |      | Body Glove         |      | Visee de Femme  |      | Interstal S.A. y Arturo Moscón      | Fejiparema         | Horse racing silks |
| 2007 | Candy Gift           |      | Julio César Méndez      |      | Candy Stripes      |      | Sly Sarah       |      | Haras San Ignacio de Loyola         | San Ignacio        | Horse racing silks |
| 2006 | Pepe Talk            |      | Jacinto Herrera         |      | Confidential Talk  |      | Funesta         |      | Haras Las Cuatro M                  | Haras Las Cuatro M | Horse racing silks |
| 2005 | Auguri               |      | Jacinto Herrera         |      | Luhuk              |      | Avian Eden      |      | Haras La Quebrada                   | F.Z.               | Horse racing silks |
| 2004 | Mr. Redford          |      | Jorge Valdivieso        |      | Numerous           |      | Cara y Linda    |      | Haras Firmamento                    | Gabigu             | Horse racing silks |
| 2003 | Don Inca             |      | Juan Carlos Noriega     |      | Candy Stripes      |      | Inspiration     |      | Haras San Benito                    | Cris-Fer           | Horse racing silks |
| 2002 | Bat Ruizero          |      | Jorge Arana             |      | Bat Ático          |      | Soy de Ruiz     |      | Haras Los Césares                   | Lacydon            | Horse racing silks |
| 2001 | Maipo Fitz           |      | Jorge Valdivieso        |      | Fitzcarraldo       |      | Vedette Girl    |      | Haras Firmamento                    | Carmari            | Horse racing silks |
| 2000 | Saleroso Fitz        |      | Julio César Méndez      |      | Fitzcarraldo       |      | Saldeana        |      | Haras Firmamento                    | Rin                | Horse racing silks |
| 1999 | Acicalado            |      | Juan Carlos Noriega     |      | Ataviado           |      | Anywhere        |      | Cornelio Donovan y Eduardo Solveyra | San Gilberto       | Horse racing silks |
| 1998 | Silzal               |      | Néstor Oviedo           |      | Confidential Talk  |      | Síndica         |      | Haras Vacación                      | Juan Mauricio      |                    |
| 1997 | Akiro                |      | Juan Carlos Noriega     |      | Saint Sever        |      | Nipona          |      | Haras Ojo de Agua                   | Jomar              | Horse racing silks |
| 1996 | Fantasio             |      | Carlos Zuco             |      | Fatly              |      | Laguna Blanca   |      | Haras Income                        | La Titina          | Horse racing silks |
| 1995 | Good Whisky          |      | Guillermo Sena          |      | Fain               |      | Goutte D'Or     |      | Andrés Cordero                      | Mapecla            | Horse racing silks |